# Koibana!
Koibana! (コイバナ!〜恋せよ花火〜?, Koibana! Koiseyo hanabi, lett. "Parla d'amore! ~Adoro i fuochi d'artificio~") è un manga shōjo creato da Nagamu Nanaji e serializzato in Giappone sulla rivista Margaret di Shūeisha dal 20 agosto 2007 al 5 novembre 2010.
In Italia è stata pubblicato da febbraio 2010 ad agosto 2011 edito da Star Comics.

## Trama
Hanabi Marui è una ragazza di quindici anni solare, allegra e un po' pasticciona, amante degli animali, in special modo dei cani che tuttavia nasconde un tratto assai bizzarro del suo carattere: è allergica ai ragazzi.
Per questo motivo decide di iscriversi in una scuola femminile ma, purtroppo per lei, questo suo progetto fallisce poiché la mattina dell'esame di ammissione ha la febbre e sta troppo male per andarci.
Perciò si iscrive in un'altra scuola che comunque è suddivisa in due sezioni: una maschile e una femminile, e lei viene iscritta nella sezione 1 L, classe interamente femminile. Un vero paradiso per la nostra protagonista!!!Purtroppo per lei, la scuola è colma di ragazzi e non incontrare ragazzi  è un'impresa ardua.
Con lei ci sono le sue compagne e amiche: Atsumi, che adora mangiare e cucinare, Mii, ragazza dal carattere apparentemente freddo e molto pigra, e Shino, detta Shinoccho, molto attaccata al suo fidanzato Masato.
Un giorno Hanabi, durante la lezione di cucina, lancia per sbaglio fuori dalla finestra il suo astuccio che finisce in testa a Chikai Uno, ricercatissimo playboy che fa strage di cuori tra tutte le ragazze. Hanabi è disperata e non sa cosa fare, perché non vuole andare a richiederlo.
Nel ritorno a casa, dato che il cancello principale è chiuso, decide di prendere la strada che passa per il boschetto e, proprio lì, lo incontra. Lui le dice di non aver mai visto una ragazza tanto strana e lei per risposta, prima di correre via, gli urla che odia i maschi (per lei esseri rozzi e privi di buon senso) e che si trova benissimo nel suo universo femminile. Scappando lascia cadere il suo elastico col fiocchetto. Il ragazzo lo trova e lo usa per legarsi i capelli durante le ore del corso di meccanica. La ragazza, in attesa delle sue amiche, lo vede e in preda ad un quasi-svenimento viene salvata dalle amiche Mii, Atsumi e Shino.
Hanabi, quindi, si propone di stare alla larga da Chikai, ma non ci riesce perché ben presto comincia a piacerle. Hanabi scopre che purtroppo Chikai è fidanzato con Yukine, dolce ragazza intuitiva, che capisce che ad Hanabi piace Chikai. Questo non fa cambiare idea al playboy che decide di lasciare la sua fidanzata per mettersi con Hanabi. La storia è raccontata da Nanpa, il cagnolino della protagonista.

## Pubblicazione
Il manga, scritto e disegnato da Nagamu Nanaji, è stato serializzato dal 20 agosto 2007 al 5 novembre 2010 sulla rivista Margaret edita da Shūeisha. I capitoli sono stati raccolti in 10 volumi tankōbon pubblicati dal 25 gennaio 2008 al 25 novembre 2010.
In Italia la serie è stata pubblicata da Star Comics nella collana Shot dal 17 febbraio 2010 al 16 agosto 2011.
La serie è stata distribuita anche in Francia da Panini Comics e in Taiwan da Tong Li Publishing.
| Nº | Data di prima pubblicazione | Data di prima pubblicazione | Data di prima pubblicazione |
| Nº | Giapponese                  | Giapponese                  | Italiano                    |
| -- | --------------------------- | --------------------------- | --------------------------- |
| 1  | 25 gennaio 2008             | ISBN 978-4-08-846255-4      | 17 febbraio 2010            |
| 2  | 23 maggio 2008              | ISBN 978-4-08-846293-6      | 15 aprile 2010              |
| 3  | 25 settembre 2008           | ISBN 978-4-08-846331-5      | 17 giugno 2010              |
| 4  | 23 gennaio 2009             | ISBN 978-4-08-846375-9      | 18 agosto 2010              |
| 5  | 25 maggio 2009              | ISBN 978-4-08-846405-3      | 20 ottobre 2010             |
| 6  | 25 settembre 2009           | ISBN 978-4-08-846441-1      | 16 dicembre 2010            |
| 7  | 25 gennaio 2010             | ISBN 978-4-08-846482-4      | 15 febbraio 2011            |
| 8  | 25 maggio 2010              | ISBN 978-4-08-846524-1      | 14 aprile 2011              |
| 9  | 24 settembre 2010           | ISBN 978-4-08-846564-7      | 16 giugno 2011              |
| 10 | 25 novembre 2010            | ISBN 978-4-08-846592-0      | 16 agosto 2011              |